# Brand X
Brand X var ett brittiskt jazzrockband/jazzfusionsband som bildades i London 1974.
De var från början aktiva fram till 1980, följt av en reformation mellan 1992 och 1999 och 2016 fram till 2021. Trots att de ibland anses vara ett Phil Collins sidoprojekt (på grund av Collins deltagande som trummis mellan 1975 och 1979 mellan sina åtaganden för Genesis), var bandet i själva verket centrerat på en kärnkomponerande/spelande trio av John Goodsall (gitarr), Percy Jones (bas) och Robin Lumley (keyboard), där Lumley också spelar en framträdande produktionsroll.
Andra medlemmar i bandet vid olika tillfällen inkluderade Morris Pert, J. Peter Robinson, Kenwood Dennard, John Giblin, Mike Clark, Frank Katz, Kenny Grohowski och Chris Clark. Jones skulle i slutändan förbli den enda ständiga medlemmen under Brand X:s existens (både under 1970-talet och under de olika återföreningarna på 2000-talet), med Goodsall och Lumley som spelade en roll i de flesta av albumen och turnéerna.
Jones pausade alla Brand X-aktiviteter 2020, trots motstånd från bandets ledning och deras försök att återuppliva bandet med helt ny personal. Jones är nu den enda överlevande kärnmedlemmen. John Goodsall dog den 10 november 2021 och Robin Lumley dog den 9 mars 2023. 

## Medlemmar
Nuvarande medlemmar
- Percy Jones – basgitarr (1975–1980, 1992–1999, 2016–)
- Kenwood Dennard – trummor, percussion (1977, 1977–1978, 2016–)
- Chris Clark – keyboard (2016–)
- Scott Weinberger – percussion (2016–)
- Kenny Grohowski – trummor, percussion (2016–)

Tidigare medlemmar
- John Goodsall – gitarr, synthesiser (1975–1980, 1992–1999, 2016– )
- Mick Stevens – basgitarr (1999–2003)
- Robin Lumley – keyboard, synthesiser, sång (1975–1978, 1979–1980)
- Pete Bonas – gitarr (1975)
- John Dillon – trummor, percussion (1975)
- Phil Spinelli – trummor, percussion (1975)
- Phil Collins – trummor, percussion, sång (1975–1977, 1977, 1979)
- Morris Pert – percussion (1976–1979; död 2010)
- J. Peter Robinson – keyboard (1978–1980)
- Chuck Burgi – trummor, percussion (1978–1979)
- John Giblin – basgitarr (1979–1980)
- Mike Clark – trummor, percussion (1979, 1979–1980)
- Frank Katz – trummor, percussion, synthesiser, sång (1992–1997)
- Frank Pusch – basgitarr, keyboard, percussion (1996–1999)
- Marc Wagnon – basgitarr, synthesiser, percussion (1996–1999)
- Danny Wilding – flöjt (1996–1999)
- Pierre Moerlen – trummor, percussion (1997–1999; död 2005)
- Kris Sjobring[3] – keyboards (1997–1999)

## Diskografi
Studioalbum
- Unorthodox Behaviour (1976)
- Moroccan Roll (1977)
- Masques (1978)
- Product (1979)
- Do They Hurt? (1980)
- Is There Anything About? (1982)
- Xcommunication (1992)
- Manifest Destiny (1997)

Livealbum
- Livestock (1977)
- Live At The Roxy LA (1995)
- Timeline (1999)
- But Wait... There's More! - LIVE 2017 (2017)
- Locked & Loaded (2018)

Samlingsalbum
- Xtrax (1986)
- The Plot Thins - A History Of Brand X (1992)
- Why Should I Lend You Mine (1996)
- Missing Period (1998) (inspelad 1975-76)
- The X-Files: A 20 Year Retrospective (1998)
- Macrocosm Introducing... (2003)

Singlar
- "Sun In The Night"  (promo)	(1977)
- "X-Cerpts"  (promo) (1977)
- "Soho" (1979)